# Only Teardrops (album)
Only Teardrops è l'album di debutto della cantante danese Emmelie de Forest, pubblicato il 6 maggio 2013 in Danimarca dalla Universal Music Denmark e il 14 maggio 2013 nel resto d'Europa. Il titolo riprende il nome della canzone con cui ha vinto l'Eurovision Song Contest 2013 a Malmö per la Danimarca.

## Singoli
- Il singolo Only Teardrops è stato pubblicato il 22 gennaio 2013 in Danimarca e il 2 maggio 2013 nel resto del mondo.
- Hunter and Prey è stato pubblicato il 19 agosto 2013 in Danimarca.

## Tracce
1. Teardrops Overture – 0:47
2. Hunter & Prey – 3:29
3. Change – 3:59
4. Only Teardrops – 3:02
5. What Are You Waiting For – 3:36
6. Haunted Heart – 3:35
7. Force of Nature – 3:43
8. Beat the Speed of Sound – 3:50
9. Soldier of Love – 3:25
10. Running In My Sleep – 3:38
11. Let It Fall – 3:49
12. Only Teardrops – 3:18 – Versione sinfonica

## Classifiche
| Paese     | Posizione raggiunta |
| --------- | ------------------- |
| Danimarca | 4                   |
| Germania  | 61                  |
| Svezia    | 50                  |

## Pubblicazione
| Paese     | Data           | Formato               |
| --------- | -------------- | --------------------- |
| Danimarca | 6 maggio 2013  | CD, download digitale |
| Europa    | 14 maggio 2013 | CD, download digitale |